# Берёзовка (Руднянский район)
Берёзовка — село в Руднянском районе Волгоградской области, в составе Лопуховского сельского поселения.
Население — 45 (2010)

## История
В Историко-географическом словаре Саратовской губернии, составленном в 1898—1902 годах, значится как село Лопуховской волости Камышинского уезда Саратовской губернии. Заселено в середине XVIII века государственными крестьянами из Пензенской, Воронежской и других губерний средней России. В селе проживали православные и старообрядцы. По церкви во имя Сергия Радонежского село также было известно как Сергиевское. В селе имелась земская школа. Земельный надел общества (1891 год) составлял 9841 десятину удобной земли, в том числе пашни 8172 десятины, леса — 512,5 десятин, неудобной земли — 1964 десятины. Крестьяне занимались хлебопашеством, а также промыслами (колёсный, валяльный промыслы и др.)

С 1928 года — в составе Руднянского района Камышинского округа (округ упразднён в 1930 году) Нижне-Волжского края (с 1934 года — Сталинградского края, с 1936 года — Сталинградской области)

## Физико-географическая характеристика
Село находится в степной местности, в пределах возвышенности Медведицкие яры, на правом высоком берегу реки Медведицы, севернее села Ушинка. Не доходя до села река Медведица течёт с востока на запад, перед селом плавно поворачивает на юг. Рельеф местности холмисто-равнинный. Местность имеет значительный уклон по направлению к реке. Высота центра населённого пункта — около 120 метров над уровнем моря. В пойме Медведицы — пойменный лес. Почвы — чернозёмы южные.
По автомобильным дорогам расстояние до областного центра города Волгограда составляет 290 км, до районного центра посёлка Рудня — 24 км, до административного центра сельского поселения села Лопуховка — 4,7 км. Примерно в 1,3 км по прямой на противоположном берегу реки Щелкан расположен ближайший населённый пункт село Подкуйково.
Часовой пояс
Берёзовка, как и вся Волгоградская область, находится в часовой зоне МСК (московское время). Смещение применяемого времени относительно UTC составляет +3:00.

## Население
Динамика численности населения
| 1862 | 1886 | 1894 | 1897 | 1987 |
| ---- | ---- | ---- | ---- | ---- |
| 2225 | 3010 | 2409 | 2526 | ≈160 |

| 2010 |
| ---- |
| 45   |